# Collecchio
Collecchio é uma comuna italiana da região da Emília-Romanha, província de Parma, com cerca de 11 871 habitantes. Estende-se por uma área de 58 km², tendo uma densidade populacional de 205 hab/km². Faz fronteira com Fornovo di Taro, Medesano, Noceto, Parma, Sala Baganza.
Aqui ocorreu a Batalha de Collecchio entre a FEB (Força Expedicionária Brasileira) e o exercito Alemão.

## Demografia
| Variação demográfica do município entre 1861 e 2011                               |
|                                                                                   |
| Fonte: Istituto Nazionale di Statistica (ISTAT) - Elaboração gráfica da Wikipedia |